# Nati nel 1906/Agosto
| Questa pagina contiene informazioni ricavate automaticamente dalle voci biografiche con l'ausilio del template Bio e di un bot. L'aggiornamento è periodico e automatico e ricostruisce completamente la pagina. Se manca una persona in questa lista, sei pregato di non aggiungerla, ma accertati piuttosto che la sua voce biografica contenga il template Bio e che i dati anagrafici siano correttamente compilati. Se il template Bio manca, inseriscilo tu stesso o, in alternativa, metti l'avviso {{tmp\|Bio}} che ne segnala la mancanza. Se i dati riportati sono sbagliati, correggi direttamente la voce biografica; le modifiche saranno visibili in questa lista entro pochi giorni. Per chiarimenti vedi il progetto biografie. La lista contiene solo le 136 persone che sono citate nell'enciclopedia e per le quali è stato implementato correttamente il template Bio. Pagina aggiornata al 18 lug 2025. |

- 1º agosto - William Keith Chambers Guthrie, storico della filosofia britannico († 1981)
- 1º agosto - Guglielmo Panzetti, calciatore italiano
- 1º agosto - Judith Wood, attrice statunitense († 2002)
- 1º agosto - Robert de Nesle, produttore cinematografico francese († 1978)
- 2 agosto - Boris Gregorka, ginnasta sloveno († 2001)
- 2 agosto - Serafino Lo Piano, poeta e scrittore italiano († 1983)
- 2 agosto - Goliardo Mosca, militare e aviatore italiano († 1936)
- 2 agosto - Peter Müllritter, alpinista, fotografo e regista austriaco († 1937)
- 2 agosto - Giovanni Leopoldo di Sassonia-Coburgo-Gotha, filatelista tedesco († 1972)
- 2 agosto - Edi Steinemann, ginnasta svizzero († 1937)
- 3 agosto - John H. Auer, regista e produttore cinematografico ungherese († 1975)
- 3 agosto - Albert Balink, regista e giornalista olandese († 1976)
- 3 agosto - Pierre Benoit, religioso francese († 1987)
- 3 agosto - Émile Bulteel, pallanuotista francese († 1978)
- 3 agosto - Alexandre Trauner, scenografo ungherese († 1993)
- 3 agosto - Aldo Vollono, calciatore italiano († 1946)
- 4 agosto - Maria José del Belgio, regina belga († 2001)
- 4 agosto - Ermenegildo Gasperoni, politico e partigiano sammarinese († 1994)
- 4 agosto - Yashwant Singh Parmar, politico indiano († 1981)
- 4 agosto - Eugen Schuhmacher, zoologo tedesco († 1973)
- 5 agosto - Enrico Allimandi, pittore italiano († 1984)
- 5 agosto - Luciano Antonini, cestista italiano († 1971)
- 5 agosto - Joan Hickson, attrice britannica († 1998)
- 5 agosto - John Huston, regista, attore e sceneggiatore statunitense († 1987)
- 5 agosto - Ettore Majorana, fisico italiano
- 5 agosto - Anna d'Orléans, principessa francese († 1986)
- 5 agosto - František Svoboda, calciatore cecoslovacco († 1948)
- 6 agosto - Vic Dickenson, trombonista statunitense († 1984)
- 6 agosto - Pietro Freschi, canottiere italiano († 1973)
- 6 agosto - Giovanni Gentile, fisico italiano († 1942)
- 6 agosto - Dorothy Jordan, attrice statunitense († 1988)
- 6 agosto - Aarne Reini, lottatore finlandese († 1974)
- 6 agosto - Alfredo Rossi Vezzani, pianista italiano († 1986)
- 6 agosto - Duilio Salatin, calciatore brasiliano († 1972)
- 6 agosto - Antonio Vailati, calciatore italiano († 1975)
- 7 agosto - Alberto Denegri, calciatore e allenatore di calcio peruviano († 1973)
- 7 agosto - Nelson Goodman, filosofo statunitense († 1998)
- 7 agosto - Dezider Milly, pittore e grafico slovacco († 1971)
- 8 agosto - Enrico Griffith, attivista italiano († 1930)
- 8 agosto - Christiane Moreau, cestista e pallamanista francese († 2000)
- 8 agosto - António Roquete, calciatore portoghese († 1995)
- 9 agosto - Robert Frucht, matematico tedesco († 1997)
- 9 agosto - Franz Jacob, politico tedesco († 1944)
- 9 agosto - Johnny Posewitz, cestista statunitense († 1994)
- 9 agosto - Robert Surtees, fotografo e direttore della fotografia statunitense († 1985)
- 10 agosto - Rosina Galli, attrice e doppiatrice italiana († 1969)
- 10 agosto - José Jaspe, attore spagnolo († 1974)
- 10 agosto - Valdo Vinay, teologo, pastore protestante e predicatore italiano († 1990)
- 11 agosto - Karl Schott, calciatore austriaco († 1985)
- 11 agosto - Ellen Schwanneke, attrice tedesca († 1972)
- 12 agosto - Ferruccio Bedendo, calciatore italiano
- 12 agosto - Thomas Bellamy, attore statunitense († 1979)
- 12 agosto - Enrico Comani, aviatore italiano († 1938)
- 12 agosto - Roberto Einaudi, ingegnere e imprenditore italiano († 2004)
- 12 agosto - Harry Hopman, tennista e allenatore di tennis australiano († 1985)
- 12 agosto - Giovanni Marchioro, calciatore italiano
- 13 agosto - Barbara Bennett, attrice statunitense († 1958)
- 13 agosto - Ivan Vladimirovič Lukinskij, regista cinematografico sovietico († 1986)
- 14 agosto - Horst P. Horst, fotografo tedesco († 1999)
- 14 agosto - Eugene Lukacs, statistico ungherese († 1987)
- 14 agosto - Charles Piroth, militare francese († 1954)
- 14 agosto - Luigi Roccati, pittore italiano († 1967)
- 14 agosto - Romeo Romei, ufficiale italiano († 1941)
- 14 agosto - Dino Staffa, cardinale e arcivescovo cattolico italiano († 1977)
- 15 agosto - Loyal Griggs, direttore della fotografia e effettista statunitense († 1978)
- 15 agosto - Clayton Rawson, scrittore statunitense († 1971)
- 15 agosto - Agostino Rigi Luperti, agronomo italiano († 1986)
- 15 agosto - Nils Skoglund, tuffatore e pallanuotista svedese († 1980)
- 16 agosto - Francesco Giuseppe II del Liechtenstein, principe liechtensteinese († 1989)
- 16 agosto - Edward Ochab, politico polacco († 1989)
- 17 agosto - Đuka Agić, calciatore jugoslavo († 1985)
- 17 agosto - Ivano Curti, politico italiano († 1990)
- 17 agosto - Eduard Strauch, militare, criminale di guerra e agente segreto tedesco († 1955)
- 17 agosto - Marcello Caetano, politico portoghese († 1980)
- 18 agosto - Dernell Every, schermidore statunitense († 1994)
- 18 agosto - Romano Gazzera, pittore italiano († 1985)
- 18 agosto - Daniele Mattalia, critico letterario e politico italiano († 1985)
- 18 agosto - Geremia Trinchese, militare italiano († 1936)
- 18 agosto - Ladislao Vajda, regista, sceneggiatore e montatore ungherese († 1965)
- 19 agosto - June Collyer, attrice statunitense († 1968)
- 19 agosto - Marcel Desprets, schermidore francese († 1973)
- 19 agosto - Philo Farnsworth, inventore statunitense († 1971)
- 20 agosto - Charles Arnt, attore statunitense († 1990)
- 20 agosto - Hans Aumeier, militare tedesco († 1948)
- 20 agosto - Bunny Austin, tennista britannico († 2000)
- 21 agosto - Charles Baehni, botanico svizzero († 1964)
- 21 agosto - Marcel Bleustein-Blanchet, pubblicitario francese († 1996)
- 21 agosto - Friz Freleng, regista e produttore cinematografico statunitense († 1995)
- 21 agosto - Leonid Michajlovič Poljakov, architetto sovietico († 1965)
- 21 agosto - André Roch, alpinista e scrittore svizzero († 2002)
- 21 agosto - Antonio Roi, nobile e mecenate italiano († 1960)
- 22 agosto - Mario Borgiotti, pittore e collezionista d'arte italiano († 1977)
- 23 agosto - Kurts Ansons, calciatore lettone
- 23 agosto - Haydée Tamzali, attrice e giornalista tunisina († 1998)
- 23 agosto - Riccardo Fedel, partigiano italiano († 1944)
- 23 agosto - Luis Ortiz Monasterio, scultore messicano († 1990)
- 23 agosto - Zoltán Sárosy, scacchista e supercentenario ungherese († 2017)
- 24 agosto - Otto Berg, lunghista norvegese († 1991)
- 24 agosto - Ludwig Wenz, calciatore tedesco († 1968)
- 25 agosto - Eugen Gerstenmaier, teologo e politico tedesco († 1986)
- 25 agosto - Sidney Jellicoe, teologo e biblista britannico († 1973)
- 25 agosto - Luis Pérez González, calciatore messicano († 1963)
- 25 agosto - Carlo Maurizio Ruspoli di Poggio Suasa, militare e aviatore italiano († 1947)
- 25 agosto - Zorè Sabbadini, calciatore italiano († 2001)
- 25 agosto - Luigi Sarullo, storico dell'arte italiano († 1972)
- 25 agosto - Antonio Seghezzi, presbitero e partigiano italiano († 1945)
- 25 agosto - Vasco Segoni, calciatore italiano
- 26 agosto - Oswald Kaduk, vigile del fuoco, militare e criminale di guerra tedesco († 1997)
- 26 agosto - Sergej Kaminer, scacchista e compositore di scacchi sovietico († 1938)
- 26 agosto - Mario Miltone, calciatore italiano († 1976)
- 26 agosto - Masao Nozawa, calciatore giapponese († 1994)
- 26 agosto - Albert Sabin, medico e virologo polacco († 1993)
- 27 agosto - Ed Gein, criminale statunitense († 1984)
- 27 agosto - Eino Penttilä, giavellottista finlandese († 1982)
- 27 agosto - Alberto Pignattelli, calciatore italiano († 1960)
- 28 agosto - Gilberto Bernardini, fisico italiano († 1995)
- 28 agosto - John Betjeman, poeta britannico († 1984)
- 28 agosto - John O'Neil Farrell, pattinatore di velocità su ghiaccio statunitense († 1994)
- 28 agosto - Sergio Ferrari, calciatore italiano
- 28 agosto - Tommaso Gismondi, scultore italiano († 2003)
- 28 agosto - Gerdago, costumista austriaca († 2004)
- 28 agosto - Pietro Lanzilotta, compositore e direttore di banda italiano († 1984)
- 28 agosto - Ercole Minelli, calciatore italiano
- 29 agosto - Roberto Lepetit, imprenditore e antifascista italiano († 1945)
- 29 agosto - Armando Palanca, militare e ingegnere italiano († 1993)
- 29 agosto - Germana Paolieri, attrice e cantante italiana († 1998)
- 29 agosto - Gastone Pisoni, militare e aviatore italiano († 1936)
- 29 agosto - Marco Pola, poeta italiano († 1991)
- 29 agosto - Joe Sawyer, attore canadese († 1982)
- 30 agosto - Maurice Archambaud, ciclista su strada e pistard francese († 1955)
- 30 agosto - Joan Blondell, attrice statunitense († 1979)
- 30 agosto - José González Esplugas, nuotatore spagnolo († 1997)
- 30 agosto - Olga Taussky-Todd, matematica austriaca († 1995)
- 31 agosto - Noel Francis, attrice statunitense († 1959)
- 31 agosto - Michel François, storico e archivista francese († 1981)
- 31 agosto - Raymond Sommer, pilota di Formula 1 francese († 1950)